# پیتر وان نیوونهویزن
پیتر وان نیوونهویزن (هلندی: Peter van Nieuwenhuizen؛ زاده ۲۶ اکتبر ۱۹۳۸) یک فیزیک‌دان اهل هلند است.

## جوایز
وی برنده جوایزی همچون جایزه دنی هینمن در فیزیک ریاضی شده است.